# بشان‌آباد
بشان‌آباد (به لاتین: Bashanabad) یک منطقهٔ مسکونی در افغانستان است که در ولسوالی بهارک واقع شده‌است.